# Опеньок луговий
Опе́ньок лугови́й (Marasmius oreades) — вид грибів роду опеньок (Marasmius). Гриб класифіковано у 1836 році.

## Будова
Шапинка гриба 2-5(6) см у діаметрі, конусоподібно-опукло- або плоскорозпростерта, кремова, сіра-жовтувата, вохряно-кремова, рудувато-коричнювата, гола, з гладеньким або рубчастим краєм. Пластинки білі, згодом кремові або вохряно-кремові, рідкі, широкі. Спорова маса біла. Спори 7-9×4-5(6) мкм. Ніжка 4-7×0,3-0,5 см, щільна, білувата, кремова, волокниста. М'якуш білуватий, при підсиханні з приємним запахом.

## Поширення та середовище існування
Зустрічається по всій Україні. Росте на відкритих трав'янистих місцях, луках, пасовищах; з травня по листопад.

## Практичне використання
Добрий їстівний гриб (їстівна лише шапка). Використовують свіжим та сушеним. Містить лікарські речовини.